# Râul Iesle
Râul Iesle este un curs de apă, afluent al râului Suha Mare. 

## Hărți
- Harta județului Suceava
- Harta Munceii Neamțului - Munții Stânișoarei